# Céline Widmer

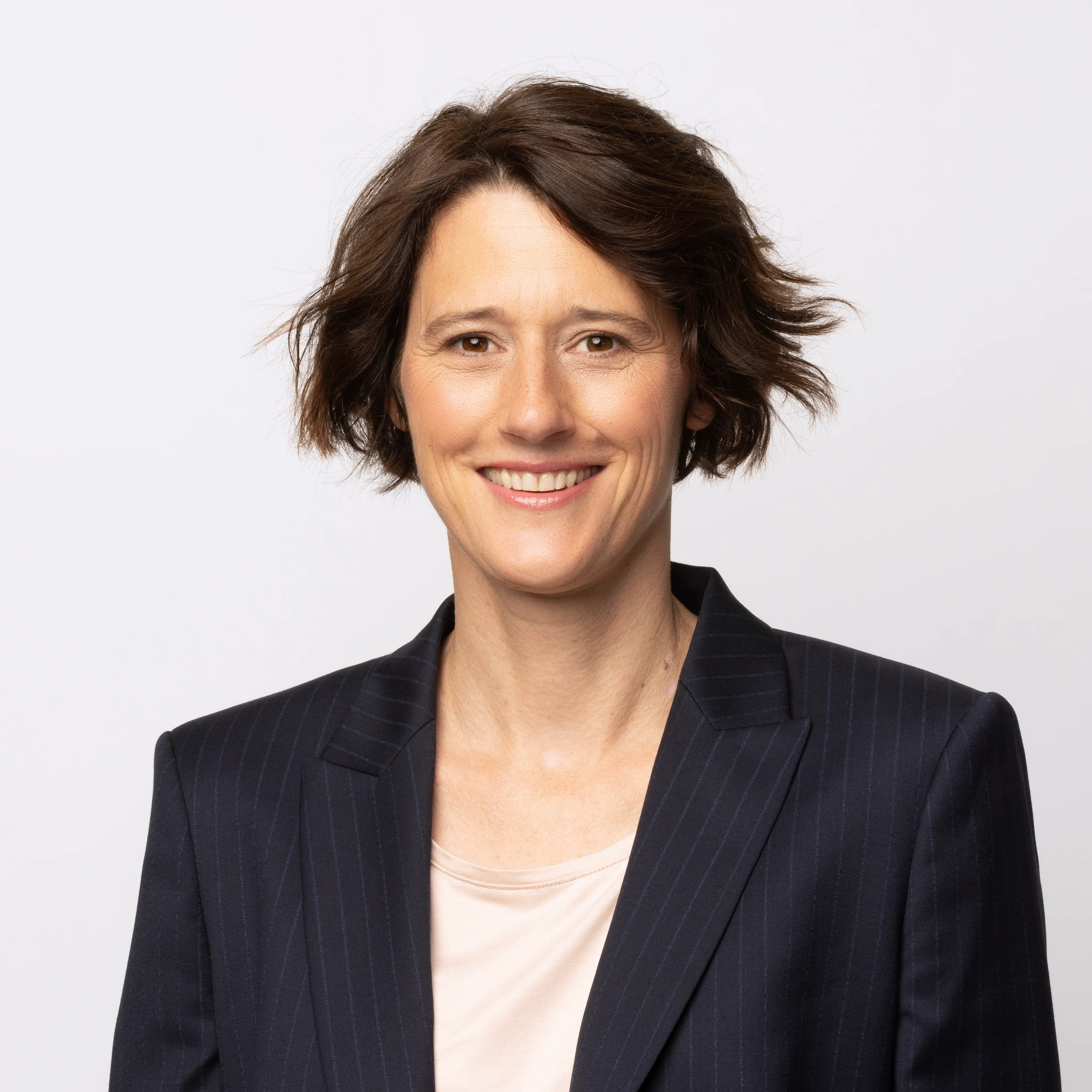
Céline Widmer, 2024 (Foto: Barbara Sigg)

Céline Widmer (* 26. Mai 1978) ist eine Schweizer Politikerin (SP).

## Leben
Céline Widmer ist in Winterthur aufgewachsen. Nach der Matura absolvierte sie eine Ausbildung zur Tontechnikerin und studierte anschliessend Politikwissenschaft an der Universität Zürich. Nach dem Studium arbeitete Widmer am Institut für Politikwissenschaften (IPZ) der Universität Zürich und in verschiedenen nationalen und internationalen Studien und Forschungsprojekten zu Quartier-, Stadt- und Agglomerationspolitik mit. Von 2014 bis 2024 arbeitete sie im Stab von Stadtpräsidentin Corine Mauch. Céline Widmer hat zwei Kinder und lebt in Zürich.

## Politik
Céline Widmer trat während des Studiums der Sozialdemokratischen Partei bei und wurde 2012 für die Kreise 4 und 5 der Stadt Zürich in den Kantonsrat gewählt. Von 2012 bis 2013 war sie Mitglied der Justizkommission und anschliessend bis Mai 2019 Mitglied der Kommission für Staat und Gemeinden. Seit Mai 2019 steht sie als Präsidentin der Finanzkommission vor. In ihrer Fraktion war Widmer von 2013 bis 2019 Mitglied des Fraktionsvorstandes und Vorsitzende des Fraktionsausschusses für Staat und Justiz.
In den nationalen Parlamentswahlen vom 20. Oktober 2019 wurde Widmer für die SP in den Nationalrat gewählt und in den Wahlen 2023 wiedergewählt. Sie war von 2019 bis 2023 Präsidentin der Delegation für die Beziehungen zum Deutschen Bundestag und Mitglied des Vorstands der SP-Fraktion. Zudem gehörte sie in den Jahren 2019 und 2020 der Finanzkommission an. Aktuell ist sie Mitglied der Staatspolitischen Kommission (seit 2021), der Kommission für Wirtschaft und Abgaben (seit 2023) und des Büros des Nationalrats (seit 2023).
Widmer war von 2009 bis 2015 Geschäftsleitungsmitglied der SP Stadt Zürich. Seit 2020 leitet sie die Arbeitsgruppe Steuergerechtigkeit. Aktuell ist sie Co-Präsidentin der Themenkommission Wirtschaft und Finanzen der SP Schweiz (seit 2023) sowie Mitglied des Parteirats der SP Schweiz (seit 2023).
Céline Widmer war von 2013 bis 2016 Vorstandsmitglied des Schweizerischen Arbeiterhilfswerks SAH Zürich und von 2016 bis 2024 dessen Präsidentin. Seit 2021 ist sie Co-Präsidentin der „Plateforme sans-papiers Suisse“ und setzt sich dort aktiv für die Rechte von Sans-Papiers ein. Von 2013 bis 2016 war sie Vorstandsmitglied und seit 2016 ist sie Präsidentin des 